# Hummerpremiär

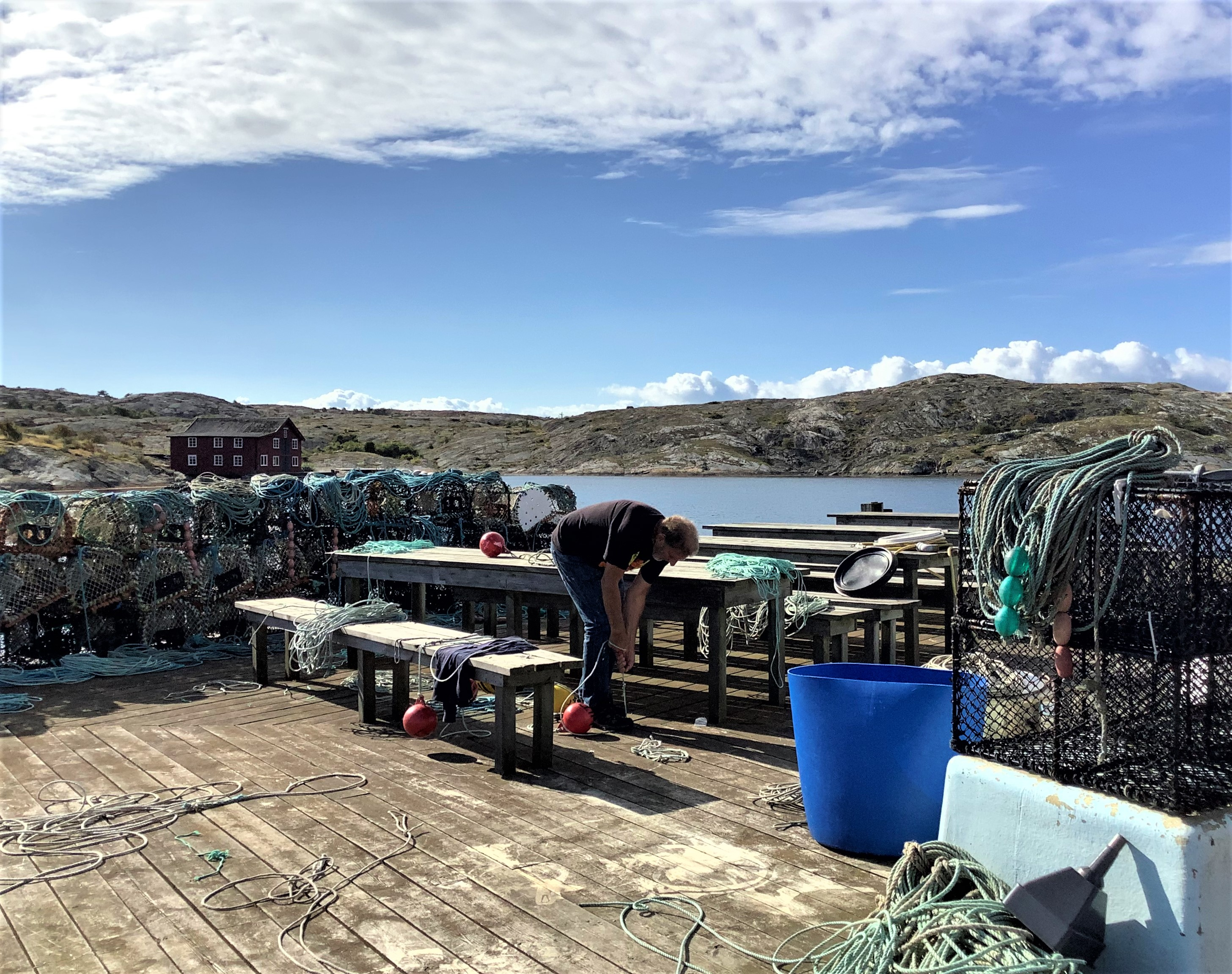
En fiskare i Mollösunds hamn förbereder sina tinor inför hummerpremiären, 2021.

Hummerpremiären är den dag på hösten då det i Sverige blir lagligt att börja fiska hummer. Dagen infaller alltid den första måndagen efter den 20 september, kl 07:00. Från 1 december samma år är hummern fredad igen.

## Källhänvisningar
1. ↑  "Fiskeriverkets föreskrifter (FIFS 2004:36) om fiske i Skagerrak, Kattegatt och Östersjön – Fredningstider". Havochvatten.se. Läst 12 augusti 2014.